# Општина Воловац (Сучава)
Воловац (рум. Volovăţ) општина је у Румунији у округу Сучава.
Oпштина се налази на надморској висини од 392 m.